# Chrysophyceae
Chrysophyceae, Chrysophyta o algas doradas es un extenso grupo de algas del filo Ochrophyta que viven principalmente en agua dulce. Presentan una gran variedad en morfología y modos de nutrición, siendo la mayoría fotoautótrofos, aunque también hay heterótrofos (osmótrofos y fagótrofos). Viven en su mayoría en lagos y lagunas de aguas dulces limpias y frías, mientras que algunas especies son marinas. Generalmente se presentan como formas unicelulares flageladas, aunque muchas especies forman colonias con formas, incluso, muy elaboradas. Muchas especies presentan paredes celulares o intrincados esqueletos silíceos u orgánicos. Se han descrito unas 1000 especies de algas doradas.

## Características

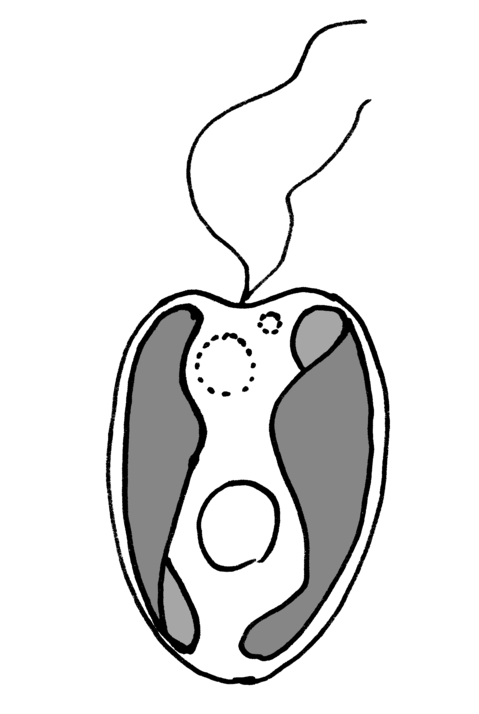
Ochromonas, una especie unicelular, mostrando los cloroplastos (a los lados) y el núcleo (en el centro).

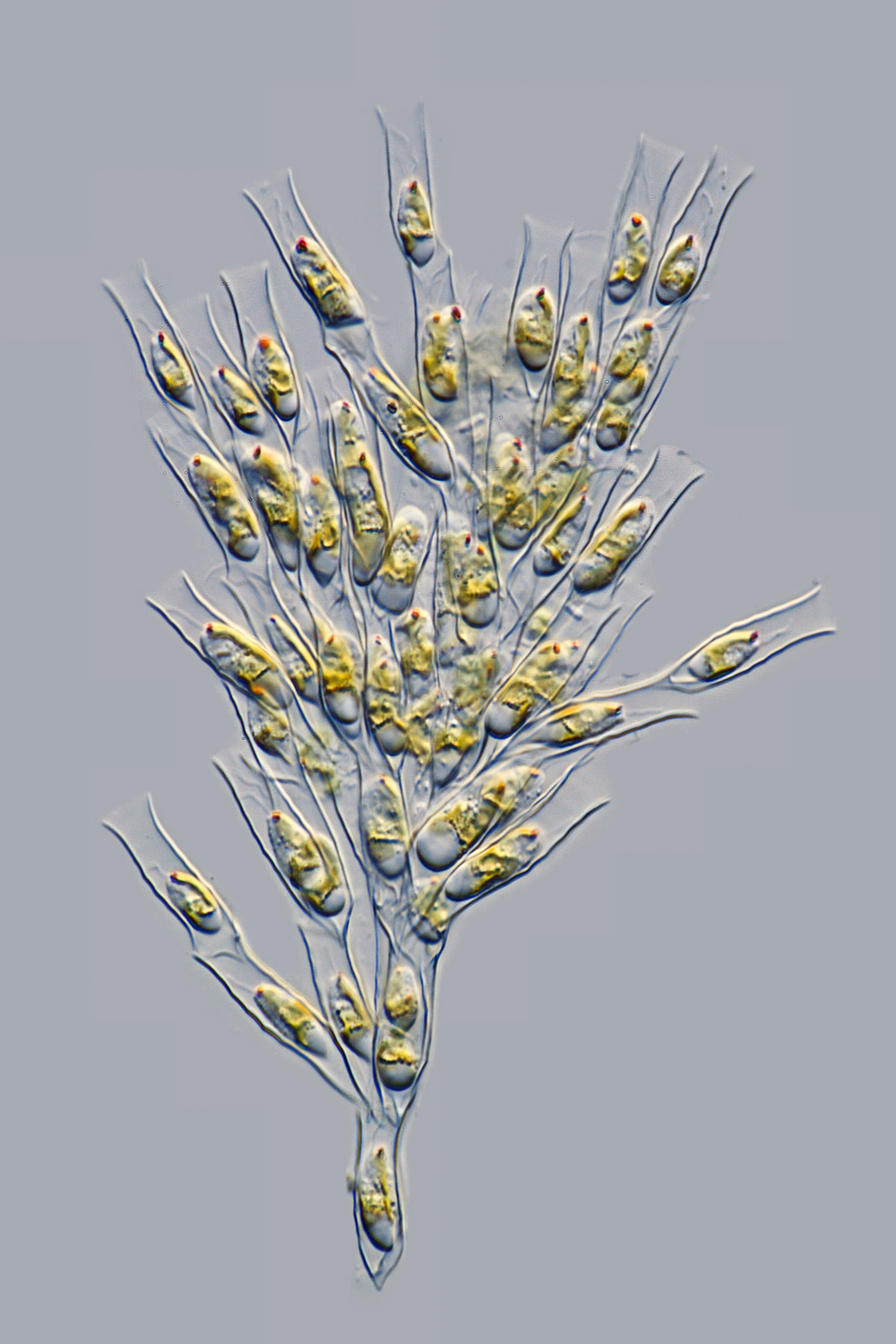
Dinobryon divergens, formando una colonia ramificada.

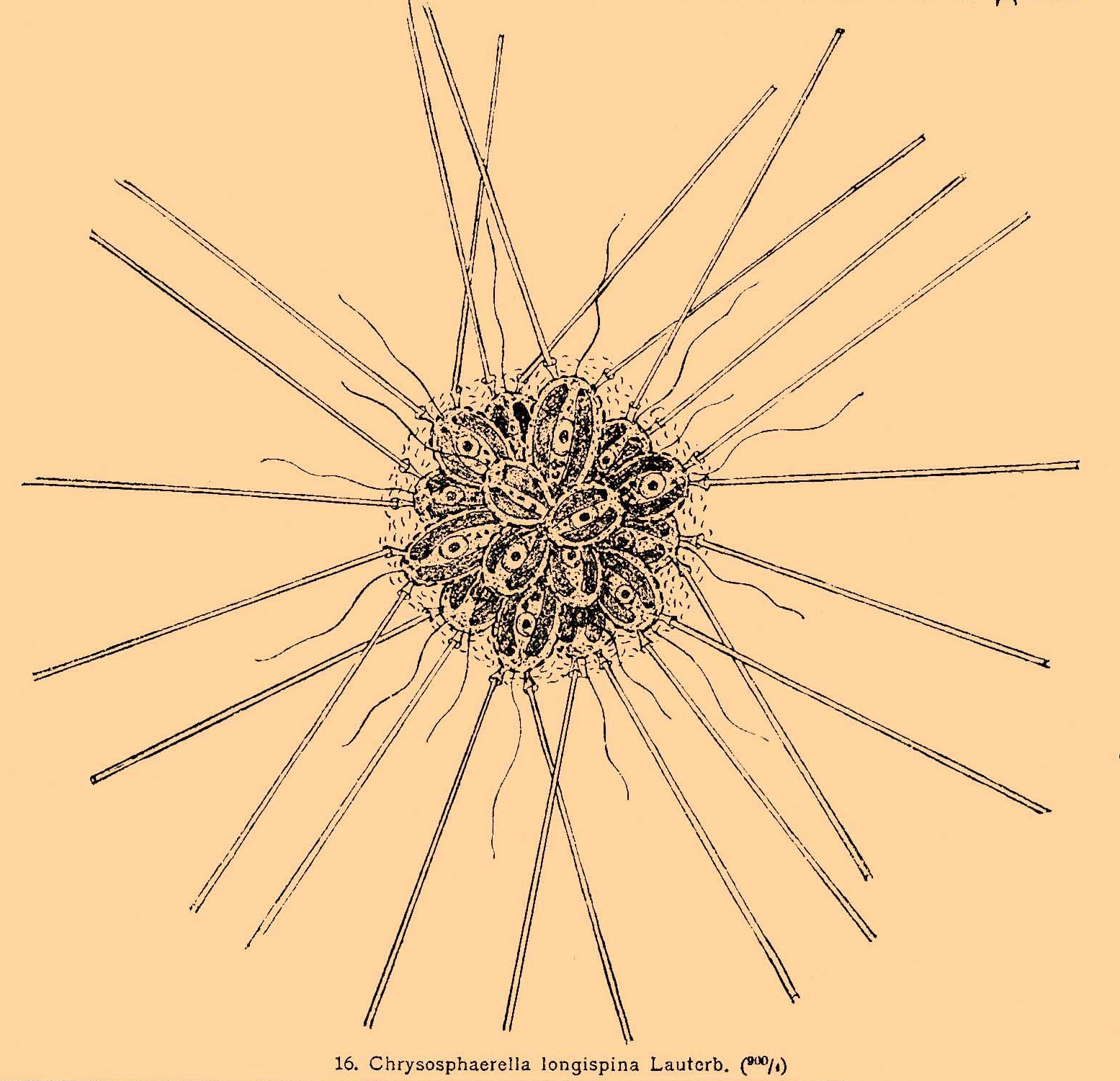
Chrysosphaerella longispina, formando una colonia esférica.

Las algas doradas viven principalmente en agua dulce, pero también se las puede encontrar en el suelo húmedo y en el mar, donde constituyen un componente importante del nanoplancton. Prefieren las aguas limpias y frías, aunque también crecen bien a temperaturas más elevadas.son muy utilizadas en la alimentación de peces y crustáceos. La mayoría son fotosintéticas, aunque también se incluyen formas mixótrofas y heterótrofas. En condiciones desfavorables pueden formar quistes (denominados estomatoquistes), que están constituidos por células individuales. Si hay escasez de alimento pueden cambiar la fotosíntesis por un modo de vida heterótrofo. Así, pueden desarrollar seudópodos para atrapar el alimento, usualmente pequeños protistas.
Las algas doradas también presentan una gran variedad en morfología. La mayoría son unicelulares, pero pueden agruparse en colonias, siendo la estructura más común un tallo ramificado. Las células presentan dos flagelos de un tamaño y forma diferente (son heterocontos) que se originan en uno de los lados de la célula. El flagelo más largo tiene dos filas de mastigonemas rígidas, mientras que el más corto tiene sólo unas pocas fibrillas.
Las células pueden ser desnudas, y algunas especies son capaces de movimiento ameboide. Otras pueden estar rodeadas por mucílago o por una pared celular, incluyendo formas con armaduras o conchas. Algunas especies producen escamas orgánicas o silíceas, mientras que otras producen armaduras de celulosa, de quitina, silíceas o calcáreas.
La reproducción puede ser asexual o sexual, siendo la primera la más común. La reproducción asexual tiene lugar por bipartición, formándose un quiste. La reproducción sexual puede tener lugar por isogamia, oogamia o anisogamia, dando lugar a un cigoto que forma un quiste silíceo antes de desarrollarse.
Los pigmentos de los cloroplastos incluyen las clorofilas a, c1 y c2, además de fucoxantina, violaxantina, antaxantina y neoxantina. Estos pigmentos enmascaran el color verde de la clorofila y le dan al alga un color amarillento, rojizo o pardo. La membrana externa del retículo cloroplástico está conectada con la membrana externa del núcleo celular. Algunas especies pueden presentar manchas oculares.

## Miembros
La mayoría de los miembros son unicelulares flagelados con dos flagelos visibles, como en Ochromonas, o a veces uno, como en Chromulina. La mayor parte no tiene ninguna cubierta celular. Sin embargo, algunos tienen armaduras o conchas, tales como Dinobryon, que es sésil y crece en colonias ramificadas. La mayoría de las formas con placas silíceas se consideran ahora un grupo separado, Synurophyceae, pero algunas todavía se incluyen aquí, por ejemplo Paraphysomonas. Todos los géneros citados se incluyen en el orden Chromulinales.
Algunos miembros son generalmente ameboides, con largas extensiones celulares ramificadas, aunque el ciclo biológico incluye también etapas flageladas. Chrysamoeba y Rhizochrysis son ejemplos típicos. Se clasifican en el orden Chrysamoebales. Hay también una especie, Myxochrysis paradoxa, que tiene un complejo ciclo biológico que incluye una etapa plasmodial multinucleada, similar a las encontradas en los mixomicetos.
Otros miembros son inmóviles y sus células pueden ser desnudas y rodeadas por mucílago, tales como Chrysosaccus, o recubiertas por una pared celular, como en Chrysosphaera (orden Chrysosphaerales). Unos pocos son filamentosos o aún con organización parenquimal como en Phaeoplaca (orden Chromulinales). Otros forman filamentos gelatinosos ramificados como en Hydrurus (orden Hydrurales) y otros géneros relacionados de agua dulce.